# Union paysanne pour l'Autriche

Logo du Landbund

L'Union paysanne pour l'Autriche, en allemand Landbund für Österreich (LBd) ou communément Landbund, était un parti paysan agrarien de la Première République d'Autriche. Il fut fondé en 1922 et son orientation politique était nationaliste allemande, il défendait l'Anschluss avec le Reich allemand, était antisémite et antimarxiste. L'Union paysanne se considérait comme représentante des agriculteurs, ouvriers agricoles, ouvriers forestiers  et des artisans. Les principales régions soutenant ce parti furent la Styrie, la Carinthie, la Haute-Autriche et dans une moindre mesure le Burgenland et la région de Waldviertel en Basse-Autriche.
De 1927 à 1933, l'union paysanne fut représentée dans presque tous les gouvernements fédéraux. Elle put en outre placer des Landeshauptmänner en Carinthie et dans le Burgenland.

## Programme et idéologie
Lors de la première conférence de l'union paysanne à Linz le 23 janvier 1923, les représentants votèrent les principes directeurs du parti. Le nationalisme allemand et la demande d'Anschluss, la reconnaissance de la classe paysanne comme élément central de la communauté nationale, la société d'ordres comme alternative au parlementarisme, l'anti-urbanisme, l'anticapitalisme, l'anticommunisme et l'anticléricalisme furent alors des éléments centraux. Ils considéraient alors les chrétiens sociaux et les « sociaux-démocrates judaïsés » comme leurs ennemis principaux. Le programme de l'union paysanne pour l'Autriche fut voté en 1925 et toutes les décisions postérieures se fondèrent sur ce premier programme et ses différents thèmes.
La classe paysanne était considérée par l'union paysanne comme la garante de la pureté du peuple allemand et de sa race. Le judaïsme était considéré comme « étranger au peuple » (volksfremd) et comme une menace pour sa pureté. A l'inverse, le christianisme était perçu comme un rempart contre le marxisme - lui-même dominé par le judaïsme, selon l'union. Son soutien pour le christianisme distingue l'Union paysanne du parti grand-allemand, qu'elle jugeait trop libéral. L'Union paysanne critiquait néanmoins le détournement de la religion à des fins politiques afin d'obtenir un pouvoir séculier.
L'idéologie de l'Union paysanne taxait la lutte des classes d'être destructrice pour le peuple allemand. Elle lui préférait le concept de communauté nationale. Ainsi, la participation politique de la classe ouvrière et paysanne était pensée comme la voie vers un État meilleur. Le concept de Ständeparlament (littéralement : parlement d'ordre) était ainsi préféré à une pensée parlementariste. En effet, les conflits de parti détruiraient le peuple, puisque chacun voudrait voler les électeurs des autres. Un société d'ordre créerait au contraire un système stable avec des groupes définis qui ne seraient pas en concurrence, car chaque ordre percevrait l'utilité de l'existence des autres. Seule ce type de société garantirait ainsi l'unité et la solidarité entre les hommes.
Afin de combattre l'influence du parti social-démocrate au sein des groupes paysans et ouvriers, la paysannerie était appelée à payer équitablement les ouvriers agricoles et à les nourrir correctement, mais aussi à les éduquer dans l'esprit de l'Union paysanne.

## Histoire

### Prémisses
Pendant la monarchie de Habsbourg, la paysannerie s'est politiquement constituée dans des groupes d'opposition conservateurs et cléricaux contre les réformes de l'école et de l’Église. La crise agricole de 1879 renforça ces positions anticapitalistes et antilibérales. Dans plusieurs États, des associations paysanne d'amitié austro-allemande ou nationalistes allemandes furent créées. C'est notamment le cas de l'Union paysanne de Haute-Autriche (Oberösterreischische Bauernverein) en 1882 ou de l'Union paysanne de Salzburg (Salzburgische Bauernverein) en 1883. Ces associations se retrouvaient surtout dans les enclaves protestantes, parmi les petits et moyens propriétaires de biens fonciers agraires et parmi les espaces ruraux frontaliers avec l'Allemagne. En 1901 s'est constitué le Parti paysan allemand (Deutsche Bauernpartei) auquel adhérèrent des représentants importants des fédérations paysannes. En 1905, en naquit le Parti agrarien allemand (de) qui comptait déjà huit députés au Reichsrat en 1906. Les élections législatives de 1911 leur permirent de présenter 32 députés.
Du fait de la réorganisation territoriale de l'Europe centrale après les traités entre Alliés, à la suite de la Première Guerre mondiale, le mouvement perdit ses principaux bastions, en Bohême et en Moravie. Comme cette perte concernait tous les partis nationalistes et d'extrême-droite autrichiens, ceux-ci envisagèrent une fusion. Pour les élections constituantes autrichiennes de 1919, les partis paysans régionaux se présentèrent séparément. Ils formèrent néanmoins un groupe parlementaire ensuite avec les nationalistes bourgeois. Les partis paysans concurrents étaient le Deutsche Freiheits- und Ordnungspartei (littéralement : Parti allemand de l'ordre et de la liberté) de Haute-Autriche, le Steirische Bauernpartei  (littéralement : Parti paysan de Styrie), la Kärntner Bauernbund (littéralement : Ligue paysanne de Carinthie) et la Freiheitlicher Salzbuger Bauernbund (littéralement : Ligue salzbourgeoise pour la liberté). Ils présentèrent à eux tous 12 députés (parmi les 26 députés nationalistes et d'extrême droite) dans l'assemblée nationale constituante de 1919. Parmi les partis paysans, qui se considéraient comme des organisations professionnelles, il y avait un désaccord sur le sujet d'une union possible avec les nationalistes bourgeois. Bien qu'un fusion puisse être bénéfique en terme de calculs électoraux, beaucoup de députés se refusaient à défendre le capitalisme et le centralisme économique. C'est en particulier le parti paysan de Styrie qui travailla, sous l'égide de Leopold Stocker, à créer un parti paysan d'échelle nationale. En 1919, il fonda la Verband der unabhängigen Bauernbunde (littéralement : Association des ligues paysannes indépendantes). L'arrivée de nouvelles ligues contribua à trasformer cette première structure en le Deutschösterreischiche Bauernpartei (littéralement : Parti paysan austro-allemand). Les élections législatives autrichiennes de 1920 furent l'occasion de la réunion avec de nouvelles unions paysannes et avec le Parti populaire de la Grande Allemagne (GDVP). Le Parti paysan obtint alors six mandats, ce qui prouva que la création d'un parti paysan unifié était politiquement viable. En septembre 1921 le Parti paysan austro-hongrois décida de s'unir au Reichslandbund allemand (littéralement : Fédération rurale du Reich) sous le nom de Landbund für Österreich, Verband Österreich des deutschen Reichslandundes (littéralement : Union paysanne pour l'Autriche, Association autrichienne des ligues nationalistes allemandes des états du Reich autrichien). Face à cette consolidation croissante du parti, les unions paysannes qui s'étaient associées au parti grand-allemand, décidèrent de fusionner avec celui-ci en janvier 1922 pour former le Bund deutschösterreichischer Bauern (littéralement : Ligue des paysans austro-allemands), ou GDVP. Ces deux fusions créèrent et unifièrent les ligues de paysans allemands sous deux forces fédérales et furent l'acte de naissance de la Ligue paysanne pour l'Autriche.

### Fondation et opposition gouvernementale
L'Union fut officiellement fondée le 20 janvier 1922 à Leoben. Politiquement et financièrement soutenu par des mouvements grands-allemands, l'union chercha à gagner le ralliement d'unions paysannes qui avaient gagné le GDVP. Ces tentatives connurent un certain succès, celles-ci se joignirent au Landbund en décembre 1922. Le 21 janvier 1923 eu lieu le premier congrès du parti fédéral, à Linz. Un accord pour une politique commune, préservant néanmoins l'indépendance de chaque parti, fut établi avec le GDVP.
L'Österreichischer Bauernbund parla à cette occasion d'une soumission du Landbund devant le GDVP. Il y eut en outre des débats interne sur la répartition des places dans les listes électorales. C'est pour cette raison que les partis candidatèrent séparément aux élections législatives de 1923. Étant donné que ces différents partis ont candidaté sous des noms différents, ils n'ont pas pu optimiser le nombre de mandats qui aurait pu s'élever à huit si tous avaient porté le même nom, mais s'est trouvé abaissé à cinq.
Les années suivantes, le Landbund mena avant tout une politique d'agitation populiste contre la politique de la coalition au pouvoir entre chrétiens-sociaux et grands-allemands. L'union fédérale défendait une baisse de l'impôt sur les produits de l'économie agricole, proposition qui put aboutir, car elle se conjugua avec les tentatives du parti chrétien-social de se rallier les milieux ruraux. En 1926, le Landbund instrumentalisa les scandales bancaires contre le gouvernement. Il accusa ainsi l’État de soutenir ses banques qui périclitaient, lors même que celles-ci vivaient, selon la ligne du parti, aux dépens de l'économie autrichienne et des besoins du peuple autrichien qui vivait dans le besoin.
Pour les élections législatives de 1927, l'Union décida de présenter la candidature des organisations sous la même bannière. Lors du congrès fédéral du parti en février 1927, l'Union rejeta la proposition du chancelier fédéral, Ignaz Seipel, de fonder une liste d'union anti-marxiste. Le parti reprocha à cette occasion aux représentants chrétiens-sociaux de la paysannerie de se laisser instrumentaliser par l'industrie et le capital pour permettre à leurs défenseurs d'obtenir la majorité. Cette stratégie législative permit au parti de gagner des sièges par rapport aux élections de 1923.
Les résultats électoraux de la liste gouvernementale étant assez faibles comparés à ceux du Parti ouvrier social-démocrate (SDAP), Seipel proposa au Landbund d'intégrer une coalition. Le parti ne pouvait espérer obtenir le porte-feuille du ministère de l'économie agricole, il demanda donc le poste de vice-chancelier et un autre ministère important. En outre, comme Seipel promit d'intégrer certaines réformes prônées par le Landbund à l'agenda du gouvernement, l'Union paysanne décida d'intégrer cette coalition. Karl Hartleb (de) représenta dans le Gouvernement Seipel V (de) le Landbund aux poste de vice-chancelier et de ministre de l'intérieur.

### Présence au gouvernement
La présence du parti au sein du gouvernement lui permit d'affermir son organisation interne. En décembre 1927 fut fondé un secrétariat fédéral du parti et le parti chercha à donner le sentiment qu'il était uni, ce qui, en raison de la structure fédérale du parti et de la domination de certaines organisation appartenant à certains Länder sur cette structure, n'était qu'apparence. Au sein du gouvernement, le parti défendit surtout les intérêts agricoles et ruraux. Fin 1928, il défendit une diminution massive de l'importation de viande de bétail et se montra très critique à l'égard de la politique économique de Seipel. Menaçant de quitter le gouvernement, le parti put défendre ses vues en entretien avec le chancelier le 3 janvier 1929.
Le groupe paramilitaire de la Heimwehr fut dans un premier temps bien vu par le Landbund. Elle était considéré comme une organisation d'auto-défense face à la prétendue menace marxiste. Le parti n'en appela pas moins au désarmement et critiqua les violences de 1928 lors de la marche de la Heimwehr. Les efforts croissants de Seipel pour instrumentaliser les Heimwehr au profit de sa politique chrétienne-sociale incita le Landbund à se désolidariser de ce groupe. L'Union créa donc la Bauernwehr, une milice paramilitaire qui lui était propre, le 17 janvier 1930. Elle perdit ainsi toute influence sur le mouvement des Heimwehr qui gagnait cependant en importance à ce moment. Les conflits violents dans la ville de Saint-Laurent en Styrie contribuèrent à rallier le Landbund au gouvernement et au chancelier Johann Schober qui appelait au désarmement. Ses positions se radicalisèrent lors de la tentative de putsch de Pfrimer en septembre 1931, en demandant la dissolution de toutes les milices paramilitaires.
En 1930 le Landbund eut à quitter le gouvernement à la suite de manœuvres politiques des chrétiens sociaux. Il put le regagner lors des élections législatives de 1930 grâce à une coalition menée avec les partis grands-allemands dans le Schoberblock (de). Mais le partis connut du fait de cette intégration des dissensions internes et l'union de Salzburg et celle de Basse-Autriche candidatèrent seules. L'union obtint 19 mandats. Les chrétiens-sociaux, quant à eux, reculèrent au profit des Heimwehren réunis dans le Heimatblock. De ce fait, fut créé un nouveau gouvernement de coalition intégrant le Landbund. Le candidat de Stirie, Franz Winckler, devint alors ministre de l'intérieur et parvint à devenir une figure centrale du parti après des conflits internes de prédominance sur l'appareil partisan.
Winkler chercha à exploiter politiquement la crise du Creditanstalt en renvoyant la responsabilité de celle-ci au capital lui-même et refusa toute intervention du parti. Le 16 juin 1931, il démissiona du gouvernement pour protester contre les interventions du gouvernement dans les relations de la banque avec les autres pays. De ce fait, il causa la chute du Gouvernement Ender (de). Il exprima publiquement ensuite son rejet de toute dépendance du pays envers les autres puissances européennes. Il défendit ensuite son entrée dans le Gouvernement Buresch III (de), quelques jours après. Peu de temps après, le chancelier Otto Ender réfuta les positions de Winkler. De retour dans le gouvernement, Winkler parvint à imposer un impôt sur l'importation de viande de bétail. Ses conceptions économiques étaient alors en accord avec celles des ministres chrétiens-sociaux de Dolfuß.
La crise économique de 1929 entraîna dans son sillage une crise agraire. Les prix chutèrent et des populations rurales sombrèrent dans la pauvreté. Du fait de cette crise, l'électorat du Landbund se révéla de plus en plus sensible à la propagande du NSDAP. L'importance du Landbund comme parti de coalition chuta à la fin du mois de janvier 1932 quand le GDVP quitta le gouvernement à nouveau. Winkler devint dans un gouvernement de minorité vice-chancelier et ministre de l'intérieur. Dans le premier gouvernement Dolfuß (de), il y avait néanmoins encore trois ministres du Landbund et Winkler obtint le portefeuille, essentiel pour la gestion des importations et de leurs retombées sur la vie rurale, du ministre des Affaires étrangères. Ce gouvernement fut cependant aussi marqué par l'entrée du Heimatblock, qui espérait une évolution politique semblable à celle du fascisme italien. Lorsque Hermann Ach abandonna le poste de ministre de la Sûreté, le Heimatblock défendit la candidature de Emil Fey à ce poste. Dolfuß et Winkler combattirent contre cette nomination, notamment avec des tractations avec le GDVP pour qu'il réintègre le gouvernement, en vain. Fey ne fut néanmoins pas nommé à cause des réticences des grands-allemands, mais obtint le poste de Secrétaire d'Etat pour les questions de sûreté, tandis que Dolfuß assuma le portefeuille du ministère en question.

### Dictature autrichienne et disparition du parti
La dissolution du Parlement (de) par Dollfuß en mars 1932 fut perçue comme une chance par le Landbund qui demandait depuis longtemps une réforme constitutionnelle. Le Parlement dans sa forme précédente était considéré comme une forme trop faible et inadéquate pour un État fort. Le Landbund proposait à sa place un conseil des Länder autrichiens. La création du Front patriotique le 21 mai 1931, le Landbund, qui se voyait jusque là comme le gardien de la démocratie comme le Heimatblock, opta pour une politique plus défensive d'autant que son électorat s'orientait toujours plus vers le national-socialisme autrichien. Pour conserver son poids politique, l'Union fonda en mai 1933 le Ständebund für Handel und Gewerbe. Fut aussi créée le Nationalem Beamtem- und Angestelltenbund, un groupe de travail qui prit le nom de Nationalständische Front et qui se présentait comme une alternative au Front patriotique. Ce nouveau front critiquait, comme le second, l'organisation en parti de la vie politique et défendait une organisation hiérarchisée (ständig-) de la société, chose que Dollfuß accomplit dans le Ständestaat. Elle affirmait en outre le caractère allemand de l'Autriche. Dollfuß insista pour que ce front intègre le Front patriotique, ce qui signifiait une suppression de cette première organisation.
Les représentants du Landbund s'opposèrent aux tentatives du Heimatblock pour gagner en poids, comme la nomination par Fey de Richard Steidl (chef de la Heimwehr tyrolienne) au secrétariat d’État de la justice. Ils refusèrent aussi l'interdiction du NSDAP que souhaitaient Fey et le ministre de la guerre, Carl Vaugoin. Le 9 juin 1933, Schumy annonça en conseil des ministres, qu'il était insupportable pour tout anti-marxiste, que le parti socialiste demeure intouché lors même que le parti nationaliste précédent ait été dissolu. Winkler ajouta qu'une interdiction du NSDAP signifierait cependant une rupture avec le Troisième Reich allemand, alors que l'Autriche se devait de garantir des relations diplomatiques proches avec l'Allemagne. L'attentat à la grenade sur l'allemand-chrétien Turner, à Krems, ne fut pas une raison suffisante pour l'interdiction du parti : il fut affirmé que l'on ne pouvait tenir le NSDAP pour responsable des excès de certains de ses membres. Cependant le soutien que l'ensemble des membres du gouvernement accordaient à cette mesure permirent l'interdiction du NSDAP le 19 juin 1933 sans que les représentants du front nationaliste, Winkler, Schumy, Bachinger et Kerber, n'aient à voter en la faveur de cette mesure.
En juin 1933, le Landbund quitta la coalition gouvernementale après que celle-ci ait fusionné avec le NSDAP allemand. Une célèbration en l'honneur de la fondation du Nationalständischer Front le 17 septembre 1933 à Graz fut utilisée comme une réponse au discours de la Trabrennplatz (de) de Dollfuß. Près de 11 000 membres de la Bauernwehr et près de 14 000 membres et sympathisants y prirent part. Winkler y tint un discours qui fut perturbé par des incidents archestrés par des nationaux-socialistes. Il y distinguait nettement la politique du Nationalständischer Front de la Heimwehr et du NSDAP. Il se considérait alors comme une « Weg der Mitte » (littéralement : voie du milieu). Ce discours rendit officielle la rupture du Landbund d'avec les Heimwehren. Dollfuß y réagit avec une modification du cabinet le 21 septembre 1933. Tous les représentants du Landbund quittèrent alors le gouvernement. Fey devint vice-chancelier. Dollfuß signa néanmoins un accord secret avec le Landbund : Dollfuß prennait les ministères de la Police, de la Gendarmerie et de l'Armée et devait ainsi limiter les ambitions de la Heimwehr. En contrepartie, les membres du Nationalständischer Front Robert Kerber et Franz Glas devaient quant à eux œuvrer pour isoler politiquement les Heimwehren. De ce fait, le Landbund conservait son influence politique. Le parti perdit néanmoins progressivement en importance, d'autant que des dissenssions idéologiques internes l'affaiblirent alors. Winkler et Bachinger préconisaient néanmoins, en raison de la prétendue appartenance de l'Autriche à l'Allemagne, une politique extérieure qui se rapprochait d'Hitler, au contraire de Dollfuß qui cherchait à se rapprocher de Mussolini. Schumy au contraire s'accordait à la politique de Dollfuß.
La nouvelle constitution de mai 1934 supprimait le multipartisme autrichien. Les dissenssions entre Schumy qui défendait la politique du parti unique et de Winkler et Bachinger devinrent alors ouvertes. Dollfuß souhaitait cependant que sa nouvelle constitution fut votée par un Parlement pour lui donner une apparence de légalité. Il envoya son ministre des Finances, Karl Buresch, faire des tractations avec le Landbund. Bachinger et Winkler refusèrent cependant de la voter. Le chef du groupe parlementaire du Landbund, Hubert Dewaty, s'accorda aux décisions de Winkler et Bachinger.
Ce refus de voter la constitution acheva la rupture du Landbund d'avec Dollfuß. Dans la mesure où la nouvelle constitution, qui fut toutefois votée, supprimait les partis, la fraction parlementaire du Landbund annonça la fin de ses fonctions le 18 mai 1934. Le Landbund devrait dès lors modifier ses statuts pour s'accorder à la politique gouvernementale, ce qui signifiait une suppression du mouvement comme parti. Nombres d'anciens membres du parti s'orientèrent après la dissolution vers le national-socialisme. Beaucoup prirent part au putsch de Juillet, ce qui causa un grand nombre d'arrestations (parmi lesquels Bachinger ou Dewaty) et la disparition de la Bauernwehr. L'aile fidèle à la ligne de Schumy se constitua en corps de métier, le Land- und Forstwirtschaft. Après la guerre, nombre de ses membres prirent part à la nouvelle ligue paysanne de l'ÖVP.